# José Holebas
José Lloyd Holebas (řecky Χοσέ Λόιντ Χολέμπας; * 27. června 1984, Aschaffenburg) známý i jako José Cholevas je bývalý řecký fotbalový obránce.
Hrál v Německu, Řecku, Itálii a Anglii.

## Reprezentační kariéra
Holebas mohl díky svému původu reprezentovat Německo, Řecko nebo Uruguay. Zvolil si reprezentaci Řecka.
V A-mužstvu Řecka debutoval 11. 11. 2011 proti týmu Ruska.
Hrál na EURU 2012.
Zúčastnil se Mistrovství světa 2014 v Brazílii, kam jej nominoval portugalský trenér Fernando Santos. Zde Řekové dosáhli svého historického maxima. Poprvé na světových šampionátech postoupili do osmifinále (ze základní skupiny C), tam byli vyřazeni Kostarikou v penaltovém rozstřelu poměrem 3:5 (stav po prodloužení byl 1:1).